# Płonnik jałowcowaty
Płonnik jałowcowaty (Polytrichum juniperinum Hedw.) – gatunek mchu z rodziny płonnikowatych (Polytrichaceae Schwägr.). Gatunek kosmopolityczny, pospolity w Polsce na niżu i w niższych położeniach górskich.

## Morfologia
PokrójTworzy luźne lub zbite darnie.
Budowa gametofituŁodyżki dorastają do 5 cm długości, z chwytnikami tylko w części podziemnej. Listki lancetowate, o długości 1 cm i szerokości 2 mm, całobrzegie, z zawiniętym brzegiem. W dolnej części rozszerzone w bezzieleniową pochewkę. Blaszka liściowa dwuwarstwowa, z jednowarstwowym brzegiem i lamellami po stronie brzusznej. Żebro wystające, w formie brunatnego kolca.
Budowa sporofituSeta długości 1–5 cm, brunatna. Puszka zarodni czterokanciasta, długości 3–5 mm, z krążkowaną szyją. Perystom pojedynczy. Czepek z białawymi włoskami. Zarodniki gładkie.

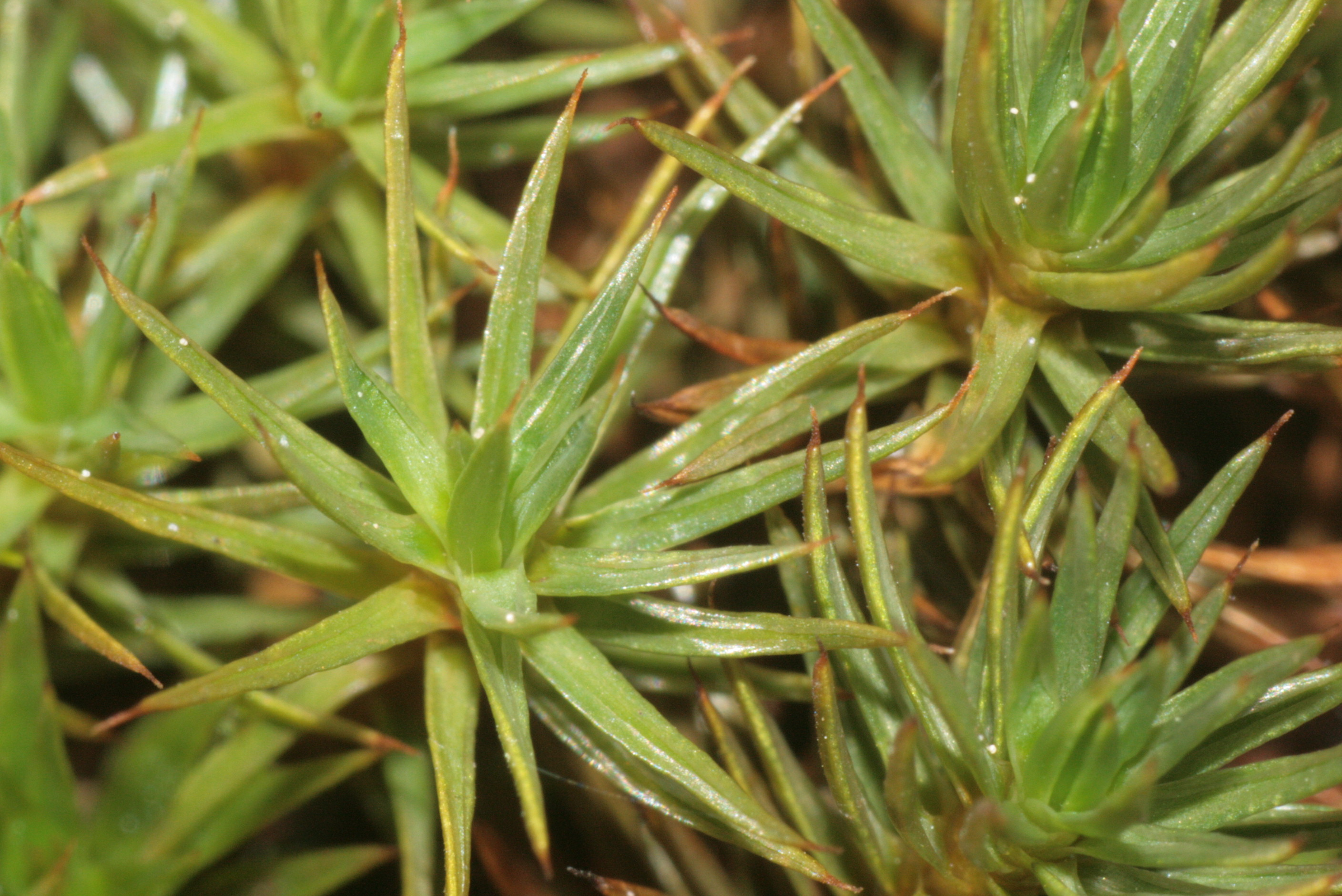
Ulistnienie
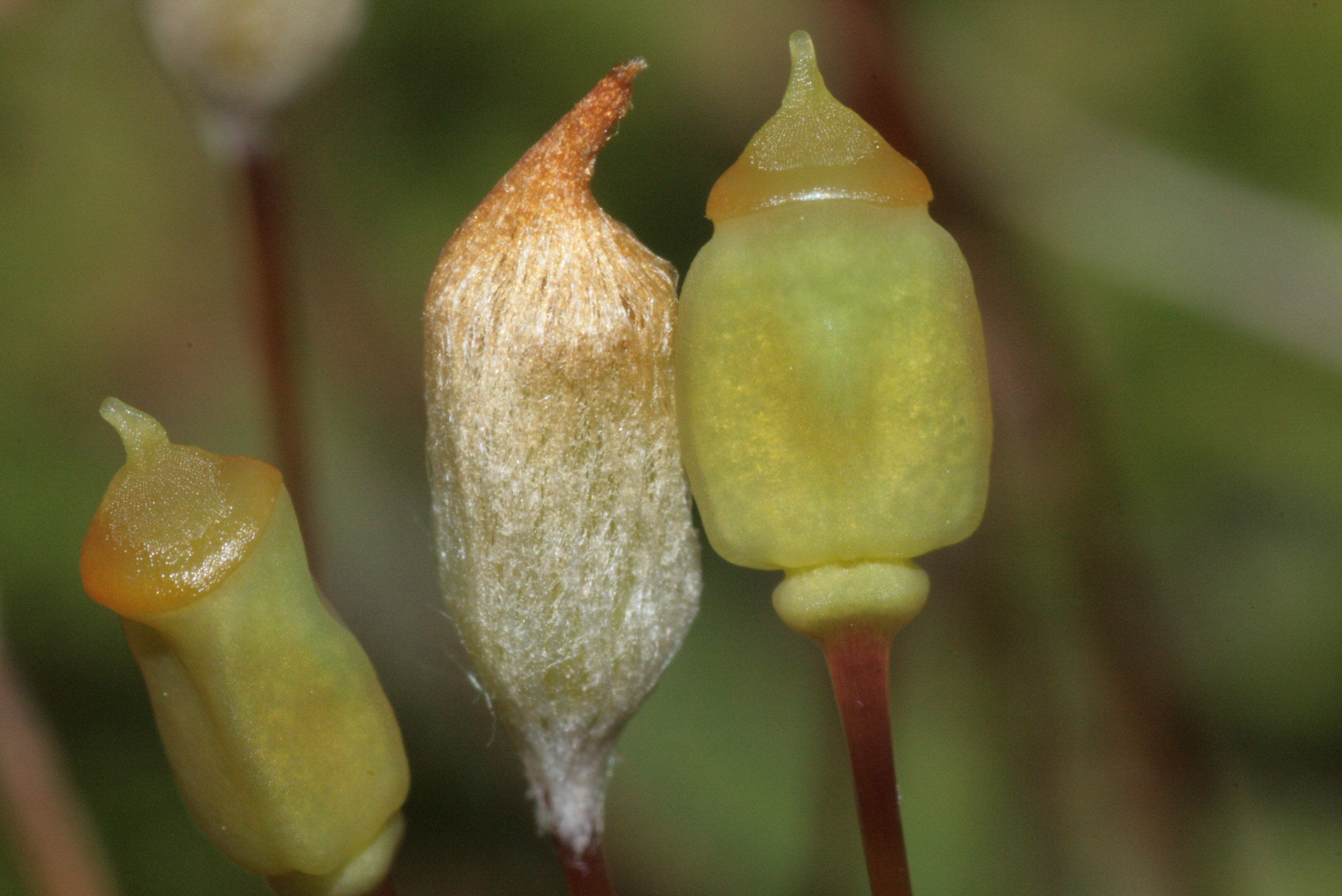
Puszki

## Biologia i ekologia
Płonnik jałowcowaty preferuje suche i nasłonecznione miejsca oraz kwaśne i piaszczyste podłoże.

## Systematyka i nazewnictwo
Synonimy: Pogonatum rubiginosum (Müll. Hal.) Paris, Polytrichum alpestre Hoppe, P. altisetum Müll. Hal., P. angusticaule Müll. Hal. ex E. Britton, P. apiculatum Kindb., P. aristiflorum Mitt., P. beccarii Müll. Hal., P. behringianum Kindb., P. chimborassi Lorentz, P. conforme Mitt., P. cypellomitrium Müll. Hal., P. equisetiforme Müll. Hal., P. ghiesbreghtii Besch., P. juniperifolium Hoffm. ex Funck, P. juniperiforme Schimp. ex Mitt., P. longipilum Müll. Hal., P. lycopodioides Müll. Hal., P. nodicoma Müll. Hal., P. patens Müll. Hal., P. prionotrichum Müll. Hal., P. prionotum Müll. Hal., P. rhynchomitrium Müll. Hal., P. rubiginosum Müll. Hal., P. ryparomitrium Müll. Hal., P. secundulum Müll. Hal., P. setifolium Sw., P. subpiliferum Cardot, P. substrictum Hampe, P. sullivanii Hampe, P. tasmaniae Müll. Hal., P. thysanomitrium Müll. Hal., P. tristani Duby, P. tumescens Müll. Hal., P. tysdalei Müll. Hal.